# Slag bij Saucourt-en-Vimeu

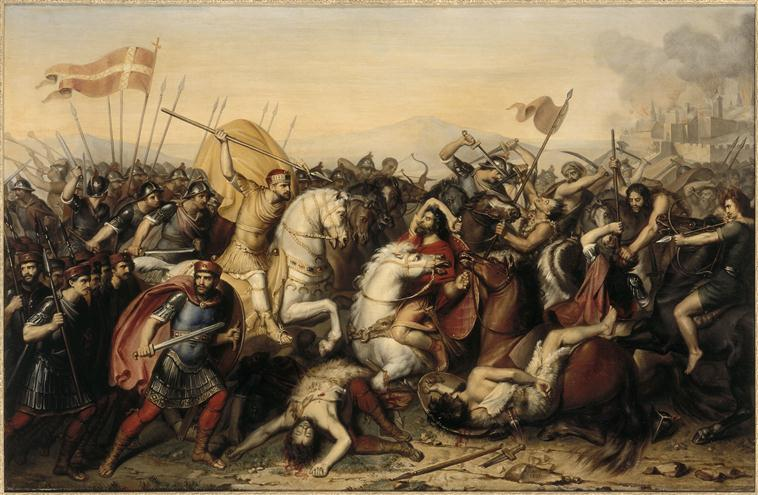

De Slag bij Saucourt-en-Vimeu vond op 3 augustus 881 plaats tussen Deense Vikingen en Frankische troepen onder leiding van de koningen Lodewijk III en Karloman II. De Franken wonnen de veldslag.
Nadat de Denen in februari 880 verslagen waren door Lodewijk III de Jonge, koning van Oost-Francië, in de Slag bij Thimeon (nabij het huidige Charleroi), zetten ze hun plundertochten in West-Francië voort. In november 880 bereikten ze Kortrijk, een maand later stonden ze voor Cambrai en Arras. Begin 881 plunderden ze Amiens en Corbie. Lodewijk en Karloman versloegen de Deense Vikingen bij het gehucht Saucourt, 15 kilometer ten westen van het huidige Abbeville. In de veldslag werden zo'n 8000 Vikingen gedood. De Frankische cavalerie speelde een belangrijke rol in de overwinning.
De veldslag wordt bezongen in het Oudhoogduitse gedicht Ludwigslied.